# Paracalliactis rosea
Paracalliactis rosea is een zeeanemonensoort uit de familie Hormathiidae.
Paracalliactis rosea is voor het eerst wetenschappelijk beschreven door Hand in 1976.